# Костимуляція
Костимуляція — вторинний сигнал, на який покладаються імунні клітини, для активації імунної відповіді у присутності антигенпрезентувальної клітини. Для повної активації імунної відповіді Т-клітин необхідні два стимули. Під час активації лімфоцитів костимуляція часто має вирішальне значення для розвитку ефективної імунної відповіді. Костимуляція потрібна на додаток до антигеноспецифічного сигналу від антигенних рецепторів.

## Костимуляція Т-клітин
Для повної активації Т-клітинам потрібні два сигнали. Перший сигнал, який є антигеноспецифічним, забезпечується через Т-клітинний рецептор (TCR), який взаємодіє з комплексом пептид-MHC на мембрані антигенпрезентувальних клітин (АПК). Другий сигнал (костимуляторний) є антигенонеспецифічним і забезпечується взаємодією між костимуляторними молекулами, експресованими на мембрані АПК і Т-клітини.
Однією з найкраще охарактеризованих костимуляторних молекул, що експресуються Т-клітинами, є CD28, який взаємодіє з CD80 (B7.1) і CD86 (B7.2) на мембрані АПК. Іншим костимуляторним рецептором, який експресується Т-клітинами, є ICOS (Inducible Costimulator), який взаємодіє з ICOS-L.
Костимуляція Т-клітин необхідна для проліферації, диференціювання та виживання Т-клітин. Активація Т-клітин без костимуляції може призвести до їх анергії, делеції або розвитку імунної толерантності .

## Костимуляція В-клітин
В-клітина зв'язує антигени за допомогою свого B-клітинного рецептора (мембранно-зв'язаного антитіла), який передає внутрішньоклітинні сигнали до В-клітини, а також спонукає її поглинати антиген, обробляти його та презентувати на молекулах MHCII. При цьому індукується розпізнавання антигену рецепторами (TCR) специфічних Т-хелперів Th2 або Tfh, що призводить до активації В-клітини шляхом зв'язування TCR з комплексом MHC-антиген. Після цього відбувається синтез і презентація CD40L (CD154) на Th2-клітині, який зв'язується з CD40 на B-клітині, таким чином Th2-клітина може ко-стимулювати B-клітину. Без цієї костимуляції В-клітина не може продовжувати проліферацію.
Альтернативно костимуляція В-клітин забезпечується рецепторами комплементу. Мікроби можуть безпосередньо активувати систему комплементу, її компонент C3b зв'язується з мікробами. Після того, як C3b розкладається на фрагмент iC3b (неактивний дериват C3b), потім розщеплюється до C3dg і, нарешті, до C3d, який продовжує зв'язуватися з мікробною поверхнею, В-клітини експресують рецептор комплементу CR2 (CD21), щоб зв'язуватися з iC3b, C3dg або C3d. Це додаткове зв'язування робить В-клітини в 100-10 000 разів більш чутливими до антигену. CR2 на зрілих В-клітинах утворює комплекс з CD19 і CD81. Цей комплекс для підвищення чутливості до антигена називається В-клітинним корецепторним комплексом.

## Використання
Абатацепт (Orencia) — це модулятор костимуляції Т-клітин, схвалений для лікування ревматоїдного артриту. Вважається, що цитокіни, що секретуються активованими Т-клітинами, ініціюють і поширюють імунологічно обумовлене запалення, пов'язане з ревматоїдним артритом. Orencia, розчинний химерний білок, діє шляхом зміни костимуляторного сигналу, необхідного для повної активації Т-клітин. Белатацепт — це ще одна нова молекула, яка тестується як засіб проти відторгнення трансплантату для використання при пересадці нирки.
Новий костимуляторний суперагоністичний препарат, TGN1412, був предметом клінічних випробувань у лікарні Нортвік Парк у Лондоні. Дослідження викликало суперечки, оскільки шість добровольців серйозно захворіли через кілька хвилин після того, як їм дали препарат.
По суті, костимулюючі молекули функціонують як «миготливі червоні вогники», які взаємодіють з Т-клітинами, повідомляючи, що матеріал, презентований дендритною клітиною, може бути патогеном. Дендритні клітини, які експресують костимулюючі молекули, одночасно з презентацією антигена, здатні активувати Т-клітини. Навпаки, Т-клітини, які розпізнають антиген, презентований дендритною клітиною, без наявності костимулювальних молекул, як правило, піддаються апоптозу або можуть не реагувати на майбутні зустрічі з антигеном (анергія).